# UWC México 12
UWC México 12: Never Tap fue un evento de artes marciales mixtas producido por Ultimate Warrior Challenge México, que se llevó a cabo el 24 de marzo de 2012 en el Auditorio Fausto Gutiérrez Moreno de Tijuana, Baja California, México.